# Česká Asociace Capoeiry

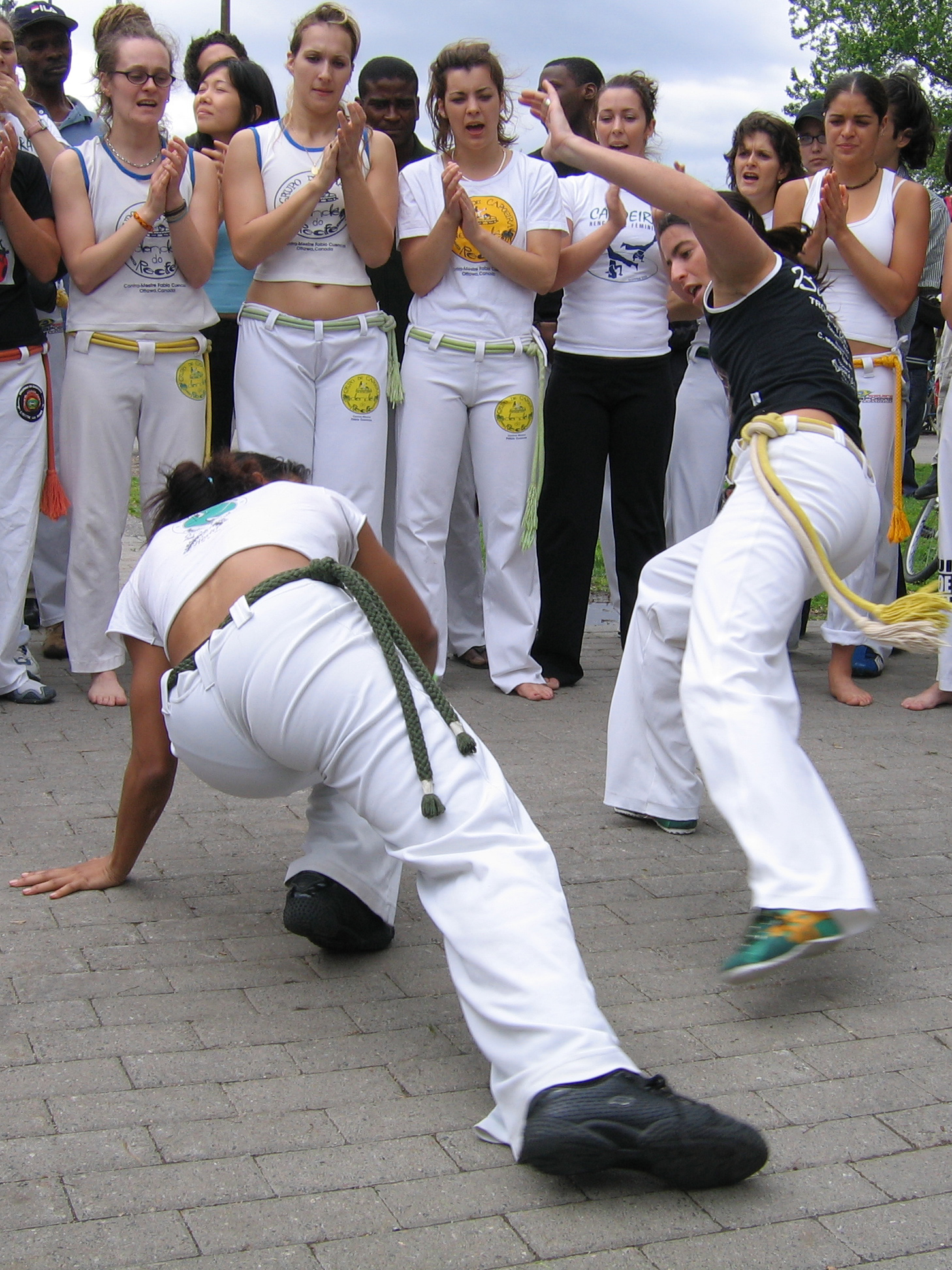
Capoeira – hra

Česká Asociace Capoeiry (ČAC) je spolek zřízený v roce 2008 za účelem šíření capoeiry a zlepšení podmínek pro kluby v Česku, které se tomuto bojovému umění věnují. ČAC byla založena na základě dlouholeté spolupráce oddílů a zastřešuje jednotlivé oddíly skupiny Vem Camará Capoeira v ČR, jejímiž působišti jsou Liberec, Jablonec nad Nisou, Mladá Boleslav, Milovice, Hradec Králové, Pardubice, Olomouc, Přerov, Opava, Plzeň, Praha, Nový Jičín, Semily a další kluby.
Zodpovědnou osobou v rámci Světové asociace Vem Camará Capoeira je Mestre Paçoca (Sandro Felix dos Santos), který žije a trénuje ve Klagenfurtu a do ČR pravidelně dojíždí na semináře, soutěže a jiné projekty. Osoba ustanovená jednat jménem ČAC je Contra Mestre Robocop (Bc. Tomáš Zummer).
Existuje několik odvětví capoeiry a tato asociace zahrnuje pouze jeden styl, šířený ve světě asociací Vem Camará; proto by se měla správněji nazývat 'Česká asociace Vem Camará'. Ostatní styly capoeiry pod tuto asociaci nespadají a nejsou jí podporovány.

## Hlavní cíle
Hlavními cíli ČAC jsou
- rozšiřování capoeiry a brazilské kultury
- spolupráce s dětmi formou pravidelných tréninku, seminářů, soustředění, soutěží a projektů
- pomoc sociálně slabším
- organizace sportovních, kulturních a charitativních akcí
- spolupráce se zahraničními kluby v rámci asociace Vem Camará Capoeira
- zapojování se do projektů národního a mezinárodního charakteru
- zpřístupnění sportovního vyžití pro všechny věkové kategorie

## Systém páskování – Vem Camará Capoeira
Součástí oděvu hráčů capoeiry (především při soutěžích nebo veřejných vystoupeních) je tzv. pásek (corda), v podstatě silný provaz zakončený střapci, uvazovaný kolem pasu. Barva pásku je určena systémem hodnocení a odpovídá věku a technické vyspělosti hráče.
|                              | Pásek             | Překlad          |  |
| ---------------------------- | ----------------- | ---------------- |  |
| ALUNO (od 15 let)            | Crua              | Šedobílý         |  |
|                              | Amarela e Crua    | Šedobílý – žlutý |  |
|                              | Amarela           | Žlutý            |  |
|                              | Amarela e Laranja | Oranžový – žlutý |  |
|                              | Laranja           | Oranžový         |  |
|                              | Laranja e Azul    | Modrý – oranžový |  |
| DĚTSKÝ GRADUADO (15 –17 let) | Cinza             | Šedý             |  |
| GRADUADO (od 18 let)         | Azul              | Modrý            |  |
|                              | Azul e Verde      | Zelený – modrý   |  |
|                              | Verde             | Zelený           |  |
|                              | Verde e Roxa      | Fialový – zelený |  |
| INSTRUTOR                    | Roxa              | Fialový          |  |
|                              | Roxa e Marrom     | Hnědý – fialový  |  |
| PROFESSOR                    | Marrom            | Hnědý            |  |
| CONTRA MESTRE                | Marrom e Vermelha | Červený – hnědý  |  |
| MESTRE                       | Vermelha          | Červený          |  |

### Systém páskování do 14 let
| Pásek                 | Překlad                     |  |
| --------------------- | --------------------------- |  |
| Crua                  | Šedobílý                    |  |
| Amarela e Crua        | Šedobílý – žlutý            |  |
| Amarela ponta Amarela | Žlutý – žluté střapce       |  |
| Amarela ponta Laranja | Žlutý – oranžové střapce    |  |
| Amarela ponta Azul    | Žlutý – modré střapce       |  |
| Laranja e Crua        | Šedobílý – oranžový         |  |
| Laranja ponta Amarela | Oranžový – žluté střapce    |  |
| Laranja ponta Laranja | Oranžový – oranžové střapce |  |
| Laranja ponta Azul    | Oranžový – modré střapce    |  |
| Azul e Crua           | Šedobílý – modrý            |  |
| Azul ponta Amarela    | Modrý – žluté střapce       |  |
| Azul ponta Laranja    | Modrý – oranžové střapce    |  |
| Azul ponta Azul       | Modrý – modré střapce       |  |

| Pásek         | Překlad          |  | Věk      |
| ------------- | ---------------- |  | -------- |
| Ponta Amarela | Žluté střapce    |  | 3–4 roky |
| Ponta Laranja | Oranžové střapce |  | 4–5 let  |
| Ponta Azul    | Modré střapce    |  | 5–6 let  |

## Soutěžní kategorie
Capoeiristé jsou při soutěžích rozděleni do kategorií podle věku a technické vyspělosti; soutěže také obvykle probíhají v dále uvedeném pořadí:
- Děti C
- Děti B
- Děti A
- Junioři (13 až 14 let)
- Ženy C (až po amarela-laranja)
- Muži C (až po amarela-laranja)
- Ženy B (laranja, laranja-azul)
- Muži B (laranja, laranja-azul)
- Ženy A (azul a vyšší)
- Muži A (azul a vyšší)

## Mestre Paçoca

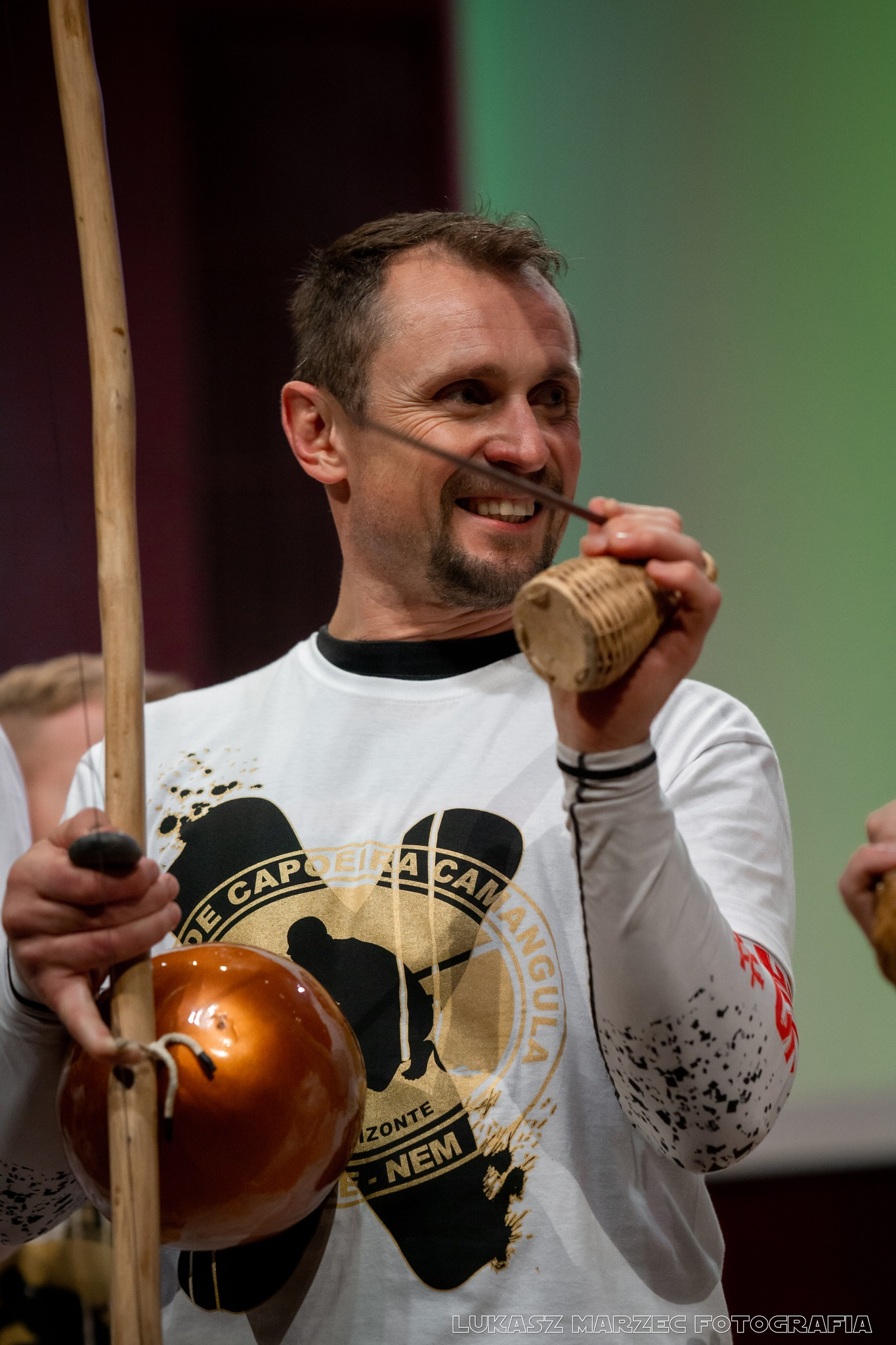
Contramestre Robocop, prezident České Asociace Capoeiry

Mestre Paçoca, celým jménem Sandro Felix dos Santos, se narodil 29. května 1970 v brazilském městě Recife. Je prezidentem Světové asociace Vem Camará Capoeira.
Jeho prvním učitelem byl Mestre Benti-vi. V patnácti letech poznal Mestre Camisu a následující roky za ním dojížděl do Rio de Janeira. Zde sbíral zkušenosti v pouličních bojích, v brazilském Jiu-jitsu a rozhodl se také vyučovat ve své první škole. V roce 1992 byl pozván do Evropy, aby uspořádal seminář ve městě Kopenhaagen. V Evropě zůstal a založil školu ve Frankfurtu, učil v Mnichově, Berlíně a dalších evropských zemích. Do roku 2000 učil po celé Evropě a následně se usadil ve Vídni.
V roce 2009 opustil asociaci Abadá Capoeira a založil vlastní Asociaci Vem Camará Capoeira.

Od Mestre Capixaby dostal v srpnu 2012 mistrovský (červený) pás. V současnosti učí capoeiru v Klagenfurtu v Rakousku a dohlíží na výuku v České republice, na Slovensku, Maďarsku a Rakousku.

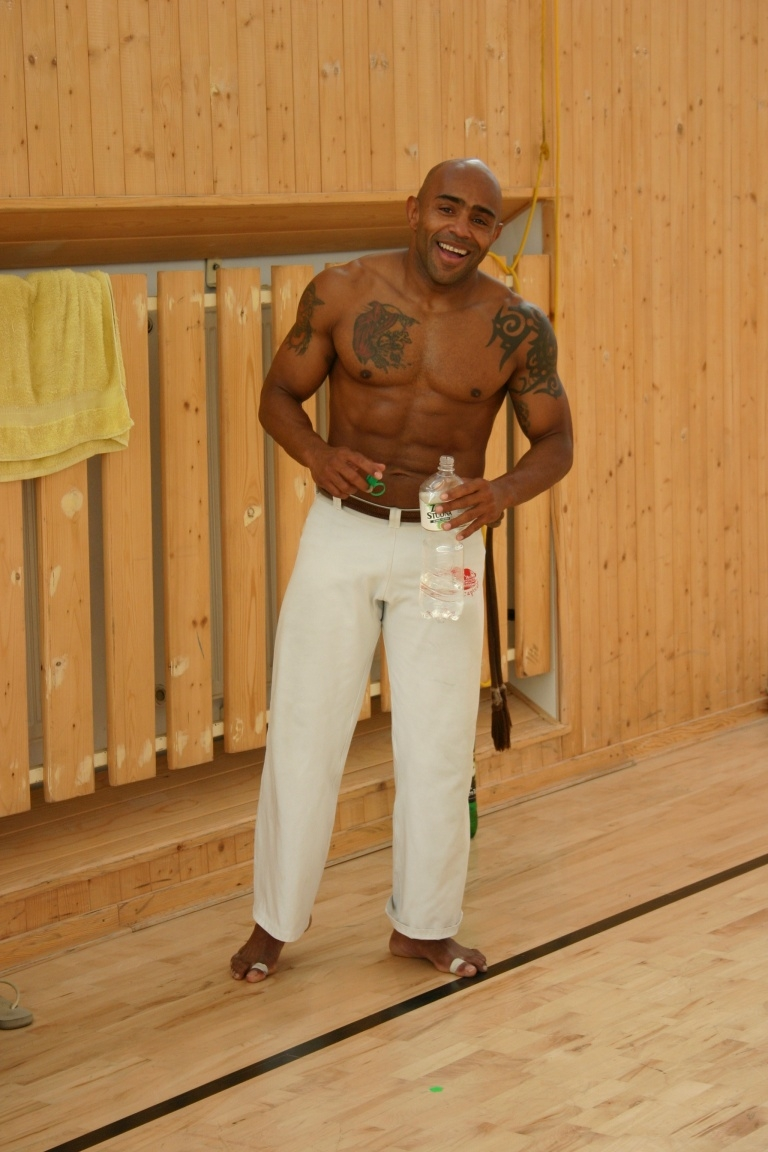
Mestre Paçoca (dříve Professor Paçoca v Abadá Capoeira)

## Kluby Vem Camará Capoeira v ČR
- Vem Camará Capoeira Mladá Boleslav – Contra Mestre Atabaque[5]
- Vem Camará Capoeira Liberec – Contra Mestre Robocop[6]
- Vem Camará Capoeira Jablonec nad Nisou – Contra Mestre Big Baby[7]
- Vem Camará Capoeira Olomouc – Professor Girafa[8]
- Vem Camará Capoeira Nový Jičín – Professor Girafa[9]
- Vem Camará Capoeira Milovice – Graduado Perfume[10]
- Vem Camará Capoeira Praha – Graduado Aranha[11]
- Vem Camará Capoeira Opava – Graduada Cachacinha[12]
- Vem Camará Capoeira Pardubice – Graduado Rato Branco[13]
- Vem Camará Capoeira Hradec Králové – Graduado Mata Galo
- Vem Camará Capoeira Praha-Petřiny – Graduada Leoa
- Vem Camará Capoeira Přerov – Graduado Esqueleto[14]
- Vem Camará Capoeira Osečná, Hodkovice – Graduado Urso[15]
- Vem Camará Capoeira Plzeň – Instrutor Guerreirinho[16]
- Vem Camará Capoeira Turnov – Graduada Maluquinha[17]

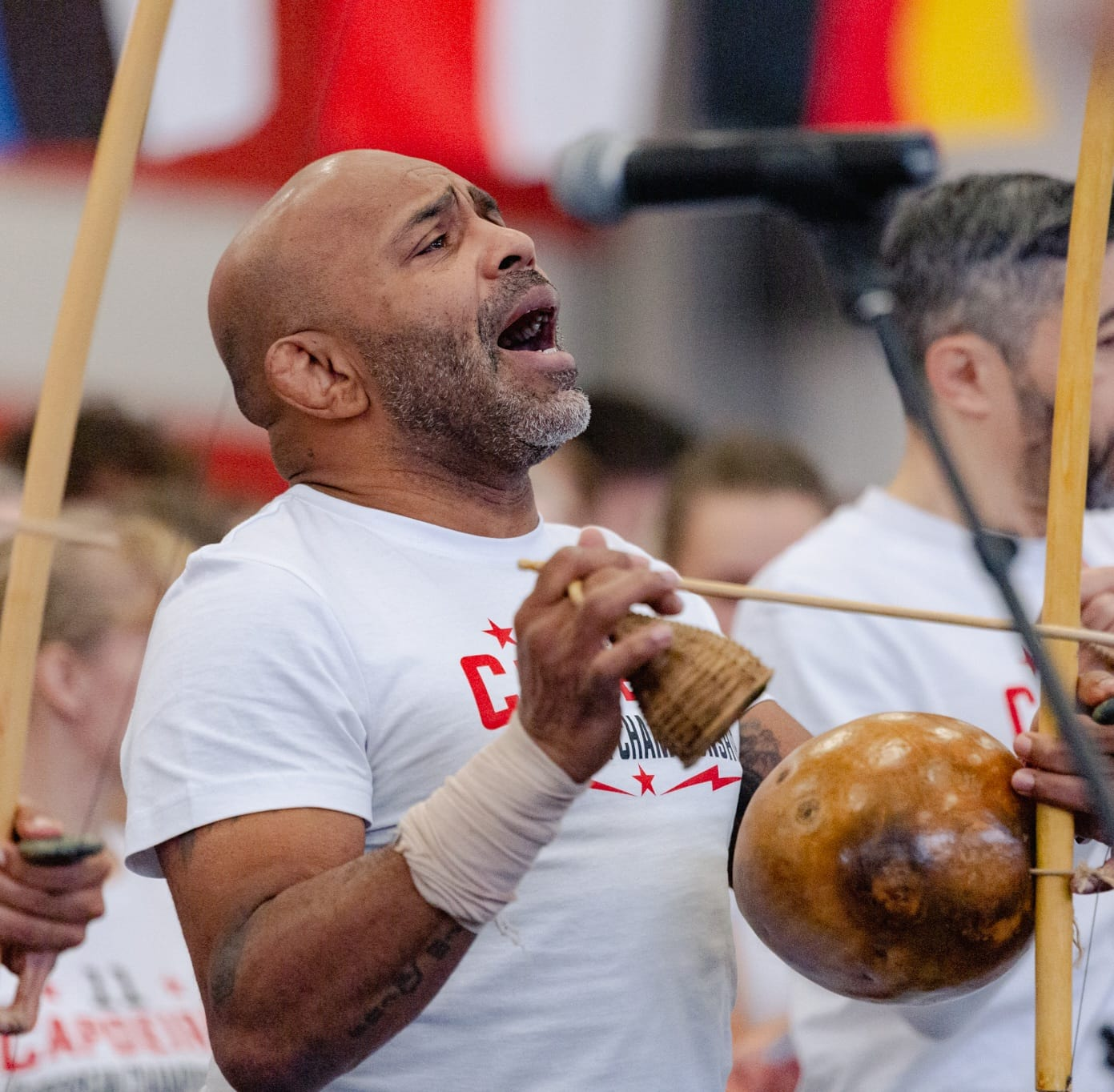
Mestre Paçoca, prezident Asociace Vem Camará Capoeira